# Carniella krakatauensis
Carniella krakatauensis är en spindelart som beskrevs av Jörg Wunderlich 1995. Carniella krakatauensis ingår i släktet Carniella och familjen klotspindlar. Inga underarter finns listade.